# Ben Garuccio
Ben Garuccio (Adelaide, Australia, 15 de junio de 1995) es un futbolista australiano. Juega de defensa y su actual equipo es el Heart of Midlothian F. C. del Campeonato de Escocia.

## Selección
A la edad de 15 años, Ben fue llamado a la sub-17 de Australia para el Campeonato de la Liga de Fútbol de Asia, ayudando a la sub-17 clasificar para la Copa Mundial Sub-17 en el año 2011. También ha jugado con la selección sub-20, jugando en 20 ocasiones.

## Clubes
| Club                      | País      | Año       |
| ------------------------- | --------- | --------- |
| AIS                       | Australia | 2011-2012 |
| Melbourne City F. C.      | Australia | 2012-2016 |
| Adelaide United F. C.     | Australia | 2016-2018 |
| Heart of Midlothian F. C. | Escocia   | 2018-Act. |